# 扎博洛托韋
51°25′1″N 33°21′37″E / 51.41694°N 33.36028°E
扎博洛托韋（烏克蘭語：Заболотове）是位於烏克蘭東北部的村莊，由蘇梅州科諾托普區的克羅萊韋茨市鎮負責管轄。該村處於謝伊姆河右岸，分別距離穆京6公里和柳比托韋8公里，海拔高度124米，2001年人口88。